# Nymphaea lotus
Nymphaea lotus, loto egipcio blanco, loto tigre o nenúfar blanco egipcio, es una planta acuática de la familia Nymphaeaceae.

## Distribución geográfica
Crece en varias partes del Este de África (Egipto, Botsuana, Madagascar, Malaui, Mozambique, Zambia, Zimbabue).
Algunas fuentes indican la presencia de esta especie en el Sudeste Asiático (¿nativa o introducida?), pero esta información parece poco clara. Introducida en Rumania, Estados Unidos, América Central y norte de Sudamérica.

## Descripción

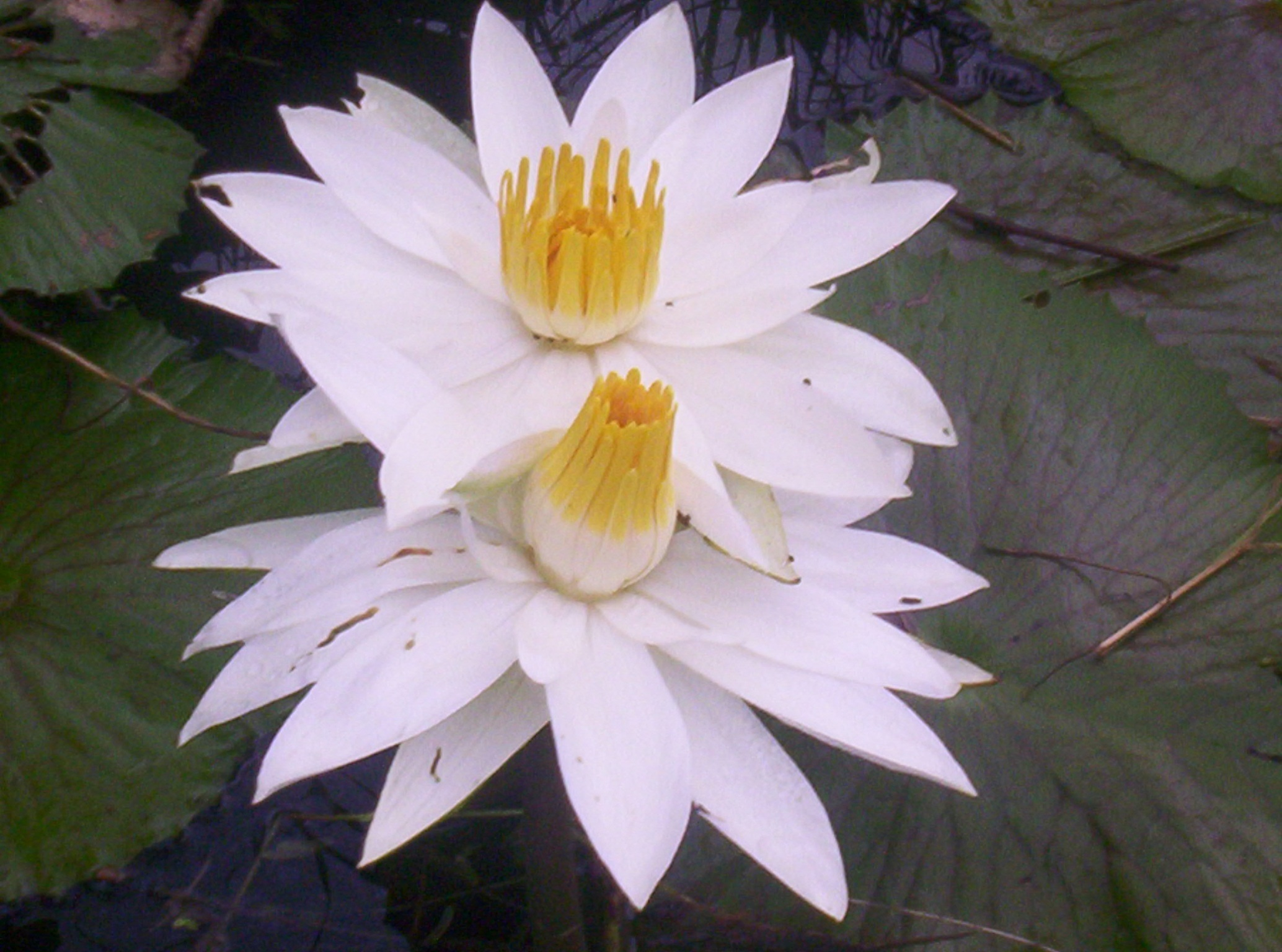
Los lotos tigres también pueden ser completamente de color rosado.

Es conocida por florecer en la noche y cerrar su flor en la mañana, tiene hojas que flotan en el agua y flores que sobresalen de esta. Es una planta perenne que crece hasta 45 cm de alto y prefiere el agua cálida, limpia, quieta y un poco ácida. Sus flores son blancas y a veces con matices rosados o completamente rosas.
Hojas con bordes dentado-espinosos. 2n = 84.

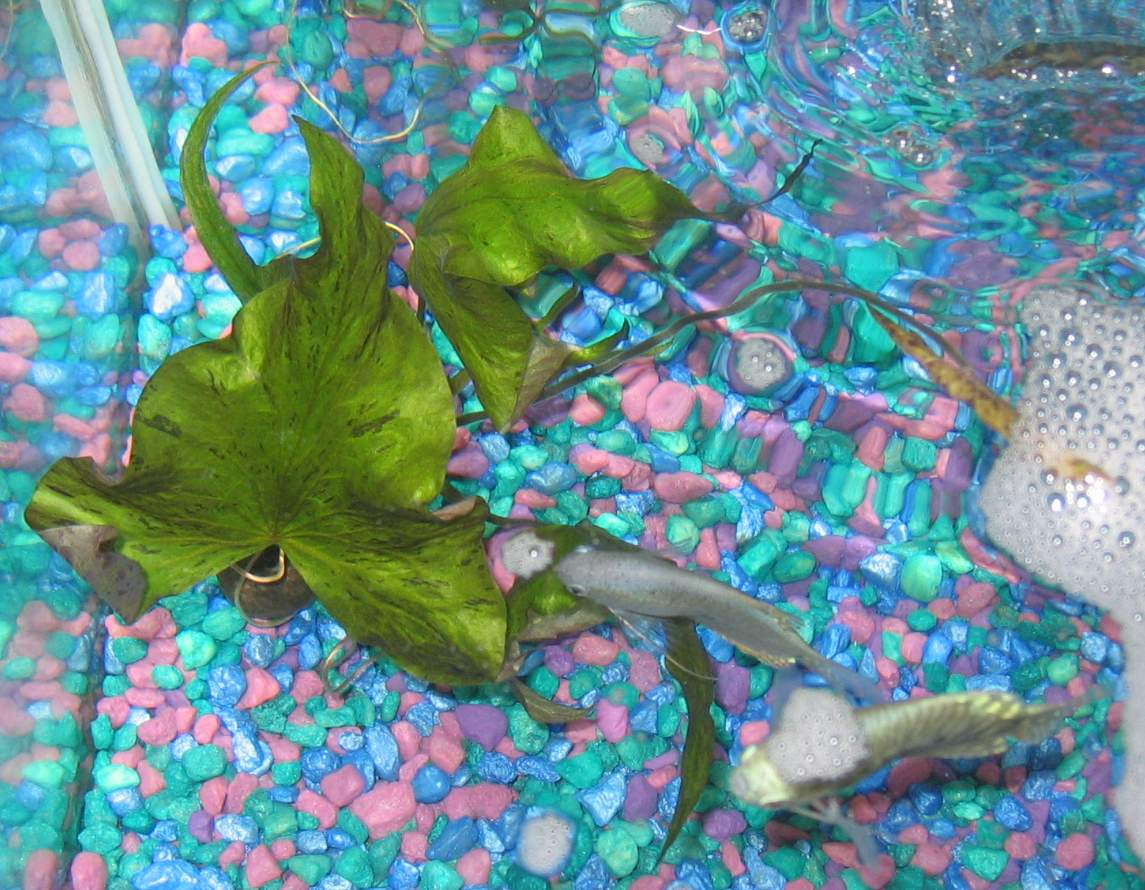
Nymphaea lotus es frecuentemente usada como planta de acuario. Algunas veces es mantenida por sus flores, mientras que otros acuaristas prefieren cortar las hojas flotantes, y mantener solamente el follaje bajo el agua.

## Creencias egipcias

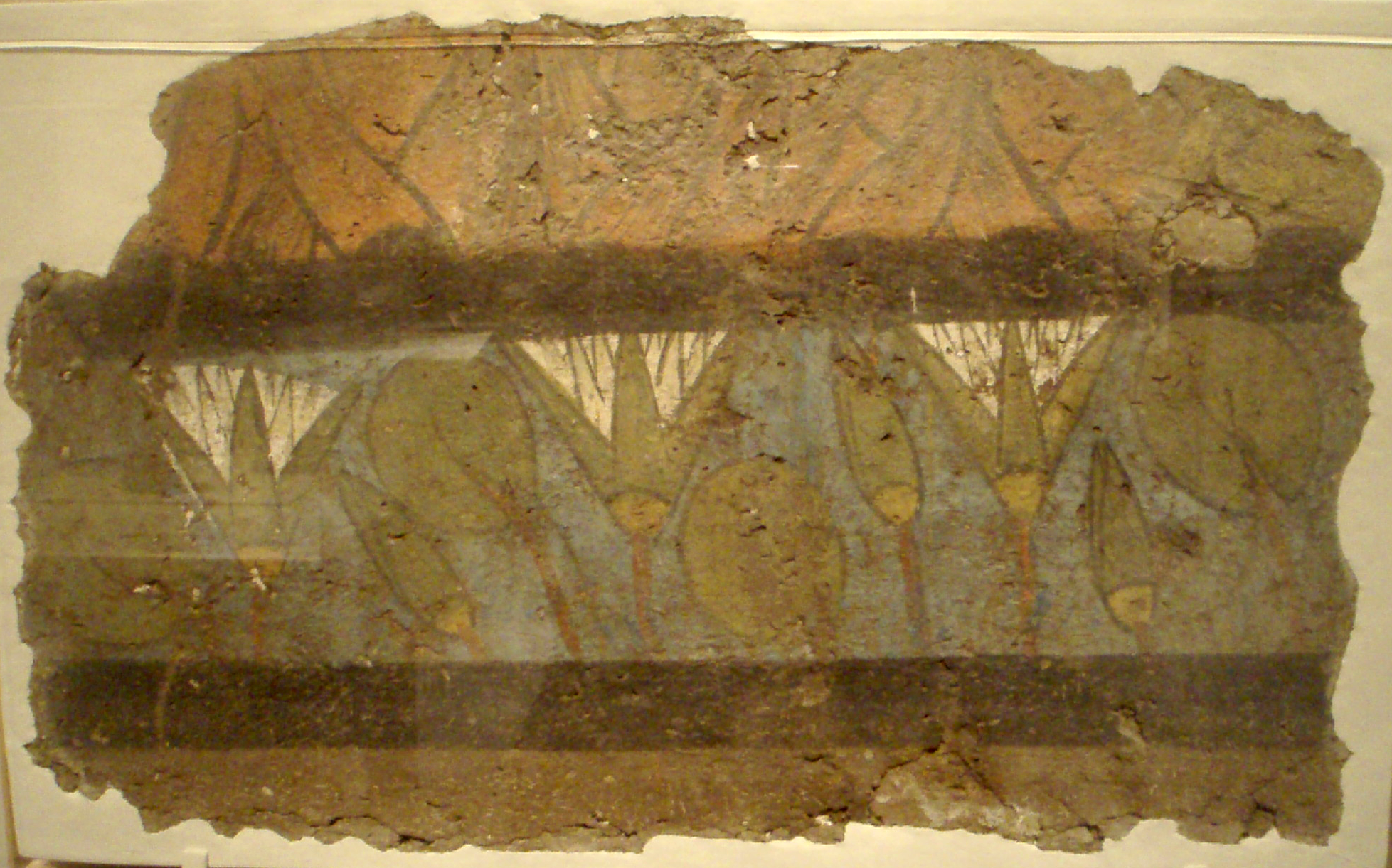
Decoración de loto blanco en un friso de un palacio en Amarna (1352–1336 a. C.).

Los antiguos egipcios creían que la flor del loto les daba fuerza y poder. Lo cultivaban en estanques y marismas.
Esta flor aparece a menudo en las decoraciones del Antiguo Egipto. Se han encontrado restos de la flor en la tumba de Ramsés II. Las pinturas de tumbas egipcias de alrededor del año 1500 a. C. proporcionan algunas de las evidencias físicas más antiguas de horticultura ornamental y diseño de paisajes; representan estanques de lotos rodeados de hileras simétricas de acacias y palmeras. En la mitología egipcia, Horus aparecía ocasionalmente en el arte como un niño desnudo con un dedo en la boca sentado sobre una flor de loto con su madre. El loto fue uno de los dos primeros motivos de capiteles egipcios. Los motivos importantes estaban basados en las plantas de loto y papiro respectivamente, y éstos, junto con el capitel palmiforme, fueron los principales tipos de plantas empleados, hasta que, bajo los ptolomeos, en los siglos III y I a. C., se crearon otras plantas fluviales y el capitel de loto convencional sufrió varias modificaciones. Las mujeres solían usar amuletos durante el parto que representaban a Heket como una rana sentada en un loto.

El número 1.000 en la antigua numeración egipcia está representado por el símbolo del loto blanco. El jeroglífico relacionado es: 
| M12 |

Los antiguos egipcios también extraían perfume de esta flor. También utilizaban el loto blanco en guirnaldas funerarias, ofrendas en templos y adornos femeninos.
El loto blanco es uno de los candidatos a ser la planta que comen los lotófagos de la Odisea de Homero.

## Sinonimia
| Castalia lotus (L.)Tratt. Castalia mystica Salisb. Leuconymphaea lotus (L.)Kuntze Nymphaea acutidens Peter p.p. Nymphaea aegyptiaca Opiz nom. illeg. Nymphaea dentata Schumach. & Thonn. Nymphaea hypotricha Peter Nymphaea leucantha Peter | Nymphaea liberiensis A.Chev. Nymphaea lotus var. aegyptia Planch. Nymphaea lotus var. dentata (Schumach. & Thonn.) Casp. Nymphaea lotus var. parviflora Peter Nymphaea ortgiesiana Planch. Nymphaea reichardiana F.Hoffm. Nymphaea thermalis DC. nom. illeg. Nymphaea zenkeri Gilg |

## Nombres comunes
- Loto egipcio, maravilla de patos.[2]